# Peter Davidson
Cet article possède un paronyme, voir Peter Davison.
Peter Davidson (1837-1915) est un  musicien, écrivain, éditeur et occultiste britannique. Rédacteur en chef de nombreux magazines dont The Occult magazine qui paraît mensuellement de février 1885 à décembre 1886, et du The morning star qui parait de 1892 à 1910, sans oublier The Courrier qui existe toujours, il s'inscrit dans ce mouvement occidental qui reste méfiant à l'égard du théosophisme contemporain et du bouddhisme des Mahatmas.
Cofondateur de la Fraternité Hermétique de Louxor, en collaboration avec une autre écossais, Thomas Dalton (alias Thomas Burgoyne), cette société secrète place au centre de ses travaux l'étude exhaustive de la Science Occulte; Davidson en est l'un des grands Maîtres, de 1884 à la dissolution de l'ordre en 1909. Vers l'année 1900, il se joint au Mouvement Cosmique de Max Théon, dont le phalanstère trouve finalement refuge à Tlemcen, dans l'Algérie française, et Davidson ainsi que Burgoyne (l'auteur de The Lignt of Egypte - 1889) - en sont les principaux prosélytes, mais ils prêchent uniquement en Angleterre, puis aux États-Unis.
Les écrits de Davidson, diffusés essentiellement par l'intermédiaire de sa société secrète et des magazines qu'il dirige, influencent beaucoup le milieu occultiste européen de la fin du XIXe siècle. De nombreuses personnalités comme Aleister Crowley, Papus et René Guénon, des sociétés occultes comme L'Hermetic Order of the Golden Dawn ou L'OTO, et des mouvements spirituels tels que le Free Love, le New Age ainsi que de nombreux groupements spirituels californiens reprendront, dans des proportions plus ou moins grande, les idées développées par Davidson. Il peut aujourd'hui être considéré comme un pionnier, et pour les ésotéristes du XIXe siècle, comme l'un des derniers occultistes s'étant encore appuyé sur les anciens auteurs occidentaux tels qu'Agrippa ou Paracelse, mais aussi le spiritisme, le channeling et certaines philosophies orientales qui réveillent, au début du XXe siècle, un esprit traditionnel en déshérence dont Guénon, Évola et Schuon sont les perpétuateurs inspirés à l'aune d'une vision spirituelle hiérarchisée de la conscience humaine.

## Biographie

### Vie en Écosse
On sait peu de choses sur les débuts dans la vie de Davidson.
Il habite d'abord à Forres, près de Findhorn en Écosse, où il est concepteur de violons. Par la suite, il ira vivre à Banchory, à l'ouest d'Aberdeen.En 1859. il partira pour Rome dans le but de devenir prêtre, mais perdra sa motivation dans le train à la suite d'une rencontre avec une femme, Christina Ross, qu'il épousera en 1866. Six enfants naîtront de cette union.
Malgré son isolement dans les Highlands, Peter Davidson prendra contact avec des personnalités du milieu occultiste de Londres. Sa correspondance, notamment avec des personnalités de la franc-maçonnerie londonienne, indique une étude assidue et un intérêt profond pour l'occulte. Il pratiquera le spiritisme, et cette expérience donnera une impulsion supplémentaire à sa passion.
Davidson, à cette époque, laisse entendre qu'il n'est pas un rosicrucien « dans l'acceptation moderne du terme » et se vante d'avoir eu « les visites d'êtres angéliques lumineux, rayonnants dans la lumière astrale ». Il affirme étudier la magie blanche et avoir « la plus grande répugnance pour les communications avec les esprits élémentaires, par invocation, formation de cercles magiques tels qu'ils sont décrits dans les livres d'Agrippa, Barret ou Peter de  Albano ». Il dira à propos de ses recherches, que « chacun voyait les esprits dans sa chambre »
Tout comme Helena Blavatsky, Davidson prétendra avoir été en contact avec des maîtres tibétains et avoir reçu son initiation de l'un d'eux, en 1873, lors d'un voyage astral,. Il adhérera à la société théosophique en 1880. Cette même année paraîtra la troisième édition augmentée de The Violin, dans laquelle Davidson rajoutera une quantité ahurissante de matériaux occultes et spirites, sans rapport avec le thème du livre. Cet ajout aurait eu pour but d'attirer l'attention sur lui en tant que réelle autorité dans ce domaine. À cette époque, Davidson travaille dans une distillerie. On verra que plus tard, une fois aux États-Unis, cela lui sera bien utile.
Quatre ans plus tard, associé avec Max Théon et Thomas H. Burgoyne, il fonde dans des circonstances énigmatiques la Hermetic Brotherhood of Luxor, une société secrète enseignant l'occultisme pratique et la kabbale, qui connaîtra une vive expansion à partir de 1884. 
Enfin, l'année suivante, grâce au concours de l'éditeur de Glasgow Hay Nisbet, Davidson se lance dans l'édition. Il fonde The Occult Magazine, l'organe de presse qui servira autant à la promotion de la H. B. of L. qu'à la diffusion des idées de Davidson. Le journal commence à paraître en février 1885. Son traducteur et collaborateur français sera l'occultiste Charles Barlet.

### La Hermetic Brotherhood of Luxor
Davidson restera à la tête de cette société secrète, davantage présentée par les historiens comme une affaire financière frauduleuse que comme une société initiatique, de 1884 à 1909, date de la dissolution de la dernière loge.
Poursuivi par la justice anglaise, à la suite d'une escroquerie immobilière perpétrée dans le cadre de la H. B. of L. - escroquerie qui  aurait consisté en une vente d'actions fictives d'une colonie ésotérique prétendument conçue sur le modèle des idées de Max Théon - Davidson et Burgoyne doivent fuir l'Angleterre pour les États-Unis, en avril 1888.
Ils emportent avec eux l'argent des souscriptions et abandonnent derrière eux la section anglaise de la H. B. of L. qui disparaîtra dans un scandale retentissant.

### Vie en Amérique
Peu de temps après leur arrivée à Loudsville, en Géorgie, lieu supposé de l'établissement de la colonie ésotérique et lieu de résidence de Gorham Blake, leur complice dans cette affaire,  les chemins de Davidson et Burgoyne se séparent.
Davidson achetera un ranch à Loudsville et continuera à faire marcher la H. B. of L. en France et sur une grande partie des États-Unis. Il continuera aussi dans un premier temps la vente de livres, de boules de cristal et de miroir magiques, puis diversifiera ses activités. Reprenant son activité d'éditeur il crée The Morning Star, un magazine à portée ésotérique conçu sur le modèle de The Occult Magazine, qui paraitra de 1892 à 1910. Il lancera aussi un magazine local, Mountain Musings, qui sera sans rapport avec l'occultisme. À partir de 1897, Davidson et son fils rachèteront une imprimerie et un journal de Cleveland nommé The Courrier, atteignant ainsi une certaine respectabilité.Il éditera également des livres ésotériques, dont il assurera lui-même la traduction en anglais (tel que The Chaldean), et les écrits du Mouvement Cosmique.
Davidson exercera aussi la médecine alternative. Dans son exil américain, c'est en tant que guérisseur qu'il sera surtout connu des habitants de sa région. Il ressort de ses livres qu'il avait une grande connaissance des drogues, plantes et poisons, et qu'il développa toute une pharmacopée homéopathique à propos de laquelle des notes et des résultats subsistent aujourd'hui. La légende de Davidson, guérisseur local, envoyant des hommes chercher du ginseng dans les bois et distribuant de l’élixir de vie, subsiste toujours à Loudsville.Ses activités de guérisseur lui vaudront des problèmes avec la justice américaine, puisqu'il sera interpelé pour exercice illégal de la médecine, mais finalement relâché et acquitté.
La section américaine de la H. B. of L. déclinera lentement pendant toutes ces années, Davidson consacrant de moins en moins d'énergie à faire vivre sa société secrète, lui préférant ses nouvelles activités. Max Théon, avec qui Davidson semble avoir renoué contact à partir de 1900, fera fermer la dernière loge, celle de Denver, en 1909, marquant la fin définitive de l'Ordre initiatique.
Peter Davidson mourra à Loudsville en 1915. 
Le souvenir qu'il laissera sera celui d'un guérisseur et d'un étrange distillateur, ayant su produire le meilleur alcool de contrebande alentour lors de la prohibition.
Ses descendants sont toujours propriétaires des journaux et de l'imprimerie qu'il avait acquis de son vivant, ainsi que du ranch qui aurait du accueillir la colonie ésotérique de la H. B. of L.

## Spiritualité et écrits
En 1871, la sortie de son premier livre, The Violin, une introduction historique et technique à propos du violon, manuel qui atteignit si bien son but, lui vaudra un premier succès littéraire ; il en sortira cinq éditions. 
Ses autres œuvres concerneront le domaine de la spiritualité
Il essayera toute sa vie de mettre en valeur un spiritisme supérieur sans renier son catholicisme écossais.  Son essai sur L'Astrologie et l'Écriture ne laisse pas d'être surpenant.
Son opinion était que « les meilleures et les plus sérieuses expressions de la sagesse kabbalistique » étaient « à trouver dans les chants d'Orphée, la philosophie de Platon, les doctrines de Pythagore, d'Apollonius de Tyane et des mystiques ou chez les vrais théosophes, tels que Van Helmont et Jacob Boehme ». Il n'étudiait pas la Kabbale hébraïque mais les traductions des néo-platoniciens et les écrits de Thomas Taylor sur la voie de l'alchimie spirituelle.
Il fera publier en 1878 The Philosophy of Man, ouvrage qui dévoilera son intérêt pour les médecines parallèles.
The Mistletoe and Its Philosophy, autre livre de Davidson, qui paraîtra en 1892, traitera quant à lui aussi de médecine parallèle et de l'usage thérapeutique du gui.
À partir de 1885, il collaborera à de nombreux magazines, dont ceux qu'il fonda: d'abord The Occult Magazine, puis à partir de 1897 jusqu'en 1910, The Morning Star.
Dans les dernières années de sa vie, Davidson se tournera vers une vision chrétienne apocalyptique, utilisant le terme « Christ » comme un mot générique plus ou moins équivalent à Mahatma.
À partir de 1897, s'appuyant sur certains textes rosicruciens, il évoquera « l'invisible âme du monde s'approchant du plan terrestre », tout en affirmant que « le royaume à venir ne pouvait plus être très loin », étant ainsi l'un des auteurs pionniers de la doctrine de l'avènement d'une nouvelle ère précessionnique, celle du Verseau, thèmatique qui sera abondamment développée par la suite avec le mouvement New Age.
Les écrits ultérieurs de Davidson se concentreront sur les thèmes de la transmutation alchimique du corps et de l'esprit humain, sans oublier le « sommeil de Siloan », une transe mystique transformatrice.

## Publications
- The Violin (1871)
- L'Astrologie et l'Écriture (1877)
- The Philosophy of Man (1878)
- The Occultist (1885)
- The Occult Magazine (revue mensuelle 1885-1886)
- Mountain Musing (revue mensuelle 1892-?)
- The Morning Star (revue mensuelle 1892-1910)
- The Mistletoe and Its Philosophy (1892)
- The Caledonian Collection of Music (1894)
- The Book of Life and Light (1894)
- Masonic Mysteries Unveiled (1895)
- The Courrier (hebdomadaire 1897-1915 ; sa publication se poursuivra après la mort de Davidson)